# Landsverk L-100
Ландсверк Л-100 (швед. Landsverk L-100) или Стридсвагн Л-100 (швед. Stridsvagn L-100 (Landsverk 100), stridsvagn — танк) — сверхлёгкий танк, разработанный шведской компанией «Ландсверк» (швед. «Landsverk») в начале 1930 годов. Изготовлен один прототип. На вооружение не принят.

## Модификации
- Landsverk L-100

Базовая модель. Танк предлагалось вооружить одним или двумя пулемётами или автоматической пушкой калибра 20 мм. Изготовлен один прототип.
- Landsverk L-101

Сверхлёгкий истребитель танков на базе L-100, вооружённый 20 мм автоматической пушкой. Известен только по чертежам.

## Описание конструкции
L-100 имел отделение управления в лобовой, боевое отделение — в средней и моторно-трансмиссионное отделение — в кормовой части машины. Штатный экипаж L-100 состоял из двух человек: командира машины-механика-водителя и оператора-наводчика.

### Броневой корпус и башня
Корпус и башня L-100 собирались из листов катанной брони при помощи сварки и имели толщину до 9 мм.

### Вооружение
Вооружение L-100 состояло из одного или двух пулемётов или одной 20 мм автоматической пушки.

### Двигатели и трансмиссия
Танк L-100 имел 6-цилиндровый карбюраторный двигатель жидкостного охлаждения, мощностью 110—130 л.с.

### Ходовая часть
Система подрессоривания — торсионная. Всего на один борт приходилось по 2 сдвоенных тележки с индивидуальной торсионной подвеской каждого катка.